# Ана Андерсон
Ана Андерсон (енгл. Anna Anderson) била је жена која је годинама тврдила да је она руска велика кнегиња Анастасија Николајевна.
Породица велике кнегиње Анастасије убијена је 17. јула 1918, a тада је наводно погубљена и Анастасија. Неколико дана касније се у немачкој болници појавила жена која је користила име Ана Андерсон. Првобитно није хтела да открије свој идентитет. 1922. је рекла да је она Анастасија Николајевна. Многи тада живи чланови Анастасине породице су говорили да је она преварант, али многи други људи су веровали да је она Анастасија.1927. је откривено да је њено право име Франциска Шанковска, и да је радница у Пољској.
Од 1968. живела је у Сједињеним Америчким Државама и свима је говорила да је она руска велика кнегиња. Умрла је 12. фебруара 1984. Њено тело је кремирано и сахрањено у Немачкој. Тада је направљена ДНК анализа којом је доказано да Ана Андерсон и Анастасија Николајевна нису иста особа и да је Ана заправо била Франциска Шанковска, али још многи и данас мисле да је Ана била права Анастасија.